# Caesioperca rasor
Caesioperca rasor, danh pháp thông thường là Barber perch, là một loài cá biển thuộc chi Caesioperca trong họ Cá mú. Loài này được mô tả lần đầu tiên vào năm 1839.

## Phân bố và môi trường sống
C. rasor có phạm vi phân bố ở vùng biển Đông Nam Ấn Độ Dương. Đây là một loài đặc hữu của miền nam nước Úc, được tìm thấy từ Wilsons Promontory, bang Victoria, men theo bờ biển phía nam nước này (bao gồm xung quanh Tasmania) đến Albany, Tây Úc. Loài này cũng được tìm thấy ở New Zealand. Chúng sống thành đàn lớn, bơi xung quanh các rạn san hô và đá ngầm ở độ sâu khoảng từ 100 m trở lại.

## Mô tả
C. rasor có chiều dài cơ thể lớn nhất được ghi nhận là khoảng 26 cm. Thân thuôn dài, hình bầu dục. Đây là loài dị hình giới tính, và cá mái thường bị nhầm lẫn với loài họ hàng duy nhất của chúng, Caesioperca lepidoptera. Cá mái có duy nhất màu hồng nhạt mà không có một đốm đen nào ở hai bên thân. Dưới mắt có một vệt màu xanh ánh bạc. Cá con nhỏ hơn có màu sắc tương tự cá mái, nhưng đầu có màu tím hoa cà. Cá đực màu lam xám, hơi ánh vàng ở hai bên thân. Thân có vệt đen nằm theo chiều dọc của cơ thể.
Số gai ở vây lưng: 10 - 11; Số tia vây mềm ở vây lưng: 19 - 21; Số gai ở vây hậu môn: 3; Số tia vây mềm ở vây hậu môn: 9 - 10; Số tia vây mềm ở vây ngực: 14 - 15; Số gai ở vây bụng: 1; Số tia vây mềm ở vây bụng: 5; Số vảy đường bên: 47 - 55; Số đốt sống: 26.
Thức ăn của C. rasor là các loài sinh vật phù du và động vật giáp xác. C. rasor rút mình vào trong các hang động, kẽ đá về đêm để nghỉ ngơi.